# Jakub
Jakub (Jakov; arapski يَعْقُوب, Yaʿqūb) prorok je islama spomenut u Kuranu, sin Ishaka i Rebeke te unuk Ibrahima i Sare, kao i polunećak Ismaila. Prema islamskoj tradiciji, bio je patrijarh Izraelaca i propovijedao je monoteizam, vjeru u Alaha, jedinog pravog boga. Spomenut je 16 puta u Kuranu.
Imao je 12 sinova, koji su postali preci Izraelaca, a jedan od njih bio je Jusuf (Josip).
U suri Mariji je spomenuto (redak 49):
„Kad se Abraham bi udaljio od tih ljudi i od onoga što oni obožavaše osim Boga, mi smo njemu dali Izaka i Jakova, i mi smo od svakog od njih načinili proroka.“
Ipak, u Kuranu se o Jakubu ne doznaje mnogo. Islam ne priznaje da se Jakub borio s anđelom kao što piše u Bibliji.
Jakub je na kraju završio u Egiptu, gdje je cijela njegova obitelj bila ujedinjena s Jusufom.
Kuran još o Jakubu kaže (Krava, retci 132 i 133): 
•	„Abraham zapovjedi svojoj djeci:

•	– i Jakob učini isto –

•	'O moja djeco! 

•	Bog je za vas izabrao Vjeroispovijed; 

•	ne umrite drukčije no njemu podvrgnuti.'

•	Jeste li vi nazočili, kad se smrt predstavi Jakovu, 

•	i kad on reče svojoj djeci: 

•	'Što ćete vi obožavati poslije mene?'

•	Oni rekoše: 

•	'Mi ćemo obožavati tvog Boga, 

•	Boga tvojih otaca, Abrahama, Ismaela i Izaka, 

•	– Boga jedinoga! –

•	i mi se podvrgavamo njemu.'“